# Philipp August Becker
Philipp August Becker (* 1. Juni 1862 in Mülhausen; † 21. November 1947 in Leipzig) war ein deutscher Romanist.

## Leben
Philipp August Becker kam am 1. Juni 1862 in Mülhausen (Elsass) als Sohn des Kupferschmiedemeisters Johann August Becker und der Amalie geborene Mäder zur Welt. Becker nahm zunächst in Neuchâtel ein Studium der Protestantischen Theologie auf, daran anschließend widmete er sich in Straßburg bei Gustav Gröber sowie in Paris bei Gaston Paris und Ferdinand de Saussure den Studien der Romanischen und Germanischen Philologie. Nachdem Philipp August Becker 1888 bei Gröber mit Studien Zur Geschichte der Vers libres in der neufranzösischen Poesie (Halle a.S. 1888) promoviert wurde, erhielt er im gleichen Jahr eine Lektorenstelle für Französisch an der Albert-Ludwigs-Universität in Freiburg, an der er sich im Wintersemester 1890/1891 für Romanische Philologie habilitierte.
1893 folgte er dem Ruf auf den Lehrstuhl für Französische Literatur an die Loránd-Eötvös-Universität nach Budapest (ab 1896 als ordentlicher Professor), bevor er 1905 eine ordentliche Professur für Romanische Philologie an der Universität Wien übernahm (als Kollege von Wilhelm Meyer-Lübke). In weiterer Folge wirkte Becker von 1917 bis 1930 als Professor für Romanische Philologie an der Universität Leipzig, anschließend bis 1934 als Honorarprofessor an der Albert-Ludwigs-Universität Freiburg. Zuletzt las er von 1945 bis 1947 als Professor emeritus in Leipzig. 1919 wurde er als ordentliches Mitglied in die Sächsische Akademie der Wissenschaften aufgenommen.
Philipp August Becker heiratete am 8. September 1898 Charlotte, die Tochter des Pfarrers Jean Iltis und Enkelin des Kirchenhistorikers Johann Karl Ludwig Gieseler. Das Paar hatte zwei Töchter und zwei Söhne. Becker verstarb am 21. November 1947 85-jährig in Leipzig.

## Wirken
Philipp August Becker zählt zu den besten Kennern der französischen Literatur des Mittelalters und der Renaissance, die je in Deutschland gelehrt haben. Er verband philologische Akribie mit feinstem Kunstverständnis. Seine Habilitationsschrift „Über den Ursprung der romanischen Versmaße aus den mittellateinischen“, erschienen 1890, war für seine Zeit ebenso bahnbrechend wie seine Studien über das altfranzösische Heldenepos, die schon vor Joseph Bédier mit der Vorstellung von deren „volkstümlichem“ Ursprung aufräumten.
In seinen späteren Arbeiten profilierte er sich als gründlicher Kenner und feinsinniger Interpret der französischen Renaissancedichtung, wie bei „Clement Marot, sein Leben und seine Dichtung“, 1926, „Bonaventure des Periers als Dichter und Erzähler“, 1924 oder „Mellin de Saint-Gelais : Eine kritische Studie“, 1924, sowie des höfischen Epos, „Der gepaarte Achtsilbler in der französischen Dichtung“, 1934. Beckers Forschungen zur Verslehre bleiben auch für die spätere Forschung wegweisend.

## Weitere Werke
- Jean Lemaire, der erste humanistische Dichter Frankreichs, Straßburg 1893
- Der südfranzösische Sagenkreis und seine Probleme, Halle a.S. 1898
- Geschichte der spanischen Literatur, Straßburg 1904
- Grundriss der altfranzösischen Literatur, Heidelberg 1907
- Das Rolandslied, Stuttgart 1938
- Dalfin d’Alvernhe, der Troubadour, Leipzig 1941
- Zur romanischen Literaturgeschichte. Ausgewählte Studien und Aufsätze, München 1967